# Guaraniella
Guaraniella là một chi nhện trong họ Theridiidae. Tính đến  tháng 5 năm 2020, chi này bao gồm hai loài, được tìm thấy ở Paraguay và Brazil: G. bracata và G. mahnerti.